# Rio Juruena
Der Rio Juruena [ˌχiu ˌʒuɾuˈɛna] ist ein 1240 km langer Fluss in Brasilien im Einzugsgebiet des Amazonas. Er ist ein Quellfluss des Rio Tapajós, der beim Zusammenfluss mit dem Rio Teles Pires entsteht.

## Flusslauf
Der Rio Juruena entspringt nördlich von Pontes e Lacerda, nur knapp 30 km von der Quelle des Rio Guaporé entfernt. Im Oberlauf existieren viele große Wasserfälle. Er mäandriert Richtung Norden und wird durch etliche Zuflüsse zu einem großen Strom. Wegen der zahlreichen Wasserfälle und Stromschnellen ist er nicht schiffbar. Auf den letzten 190 km vor der Mündung bildet er die Grenze zwischen den brasilianischen Bundesstaaten Mato Grosso und Amazonas. Seit 5. Juni 2006 existiert am Unterlauf, auf dem Gebiet beider Bundesstaaten, der Nationalpark Juruena.

## Die größten Zuflüsse
Zu den größten Zuflüssen gehören (flussabwärts):
- Río Juiná (links)
- Río Camararé (links)
- Río Sauêruiná (rechts)
- Rio do Sangue (rechts)
- Rio Arinos (rechts)
- Sâo Tomé (rechts)